# Mike Vannelli
Mike Vannelli (* 2. Oktober 1983 in Mendota, Minnesota) ist ein ehemaliger US-amerikanischer Eishockeyspieler, der zuletzt bei den Stavanger Oilers in der norwegischen GET-ligaen unter Vertrag stand.

## Karriere
Mike Vannelli begann seine Karriere als Eishockeyspieler bei dem Team Sioux Falls Stampede, für das er von 2001 bis 2003 in der United States Hockey League aktiv war. Anschließend wurde der Verteidiger im NHL Entry Draft 2003 in der vierten Runde als insgesamt 136. Spieler von den Atlanta Thrashers ausgewählt, für die er allerdings nie spielte. Zunächst stand Vannelli vier Jahre lang für die Mannschaft der University of Minnesota auf dem Eis. Vor der Saison 2007/08 erhielt er einen Vertrag bei den Wheeling Nailers aus der ECHL, für die der Abwehrspieler jedoch nur zwei Spiele bestritt, bevor er seine Karriere aus persönlichen Gründen unterbrach. Gegen Ende der Saison 2008/09 erhielt der US-Amerikaner einen Vertrag bei den DEG Metro Stars in der Deutschen Eishockey Liga, für die er am 1. März 2009 bei der Heimniederlage gegen die Kassel Huskies sein DEL-Debüt gab. Im Juni 2009 verpflichteten die Dresdner Eislöwen den Verteidiger für die Saison 2009/10, in der er für die Sachsen in der 2. Eishockey-Bundesliga auflief.
Ab Sommer 2010 stand er bei den Stavanger Oilers aus der GET-ligaen unter Vertrag. Mit diesen errang in der Saison 2010/11 die Vizemeisterschaft in Norwegen und entschied sich, im Anschluss daran seine Karriere zu beenden.

## Karrierestatistik
(Legende zur Spielerstatistik: Sp oder GP = absolvierte Spiele; T oder G = erzielte Tore; V oder A = erzielte Assists; Pkt oder Pts = erzielte Scorerpunkte; SM oder PIM = erhaltene Strafminuten; +/− = Plus/Minus-Bilanz; PP = erzielte Überzahltore; SH = erzielte Unterzahltore; GW = erzielte Siegtore; 1 Play-downs/Relegation; Kursiv: Statistik nicht vollständig)